# Gaetano Maria Schiassi
Gaetano Maria Schiassi (10. března 1698 Bologna – 1754 Lisabon) byl italský hudební skladatel.

## Život
Gaetano Maria Schiassi byl členem prestižní Filharmonické akademie v Bologni (Accademia Filarmonica di Bologna). Působil jako houslista a dirigent v kapelách vévody Alderana Cybo-Malaspina a hraběte Ludwiga VIII. von Hessen-Darmstadt. Od roku 1735 byl kapelníkem královské kapely v Lisabonu. Pro historii hudby, je důležitá jeho korespondence s významným skladatelem a hudebním teoretikem Giovannim Battistou Martinim z let 1735–1753.

## Dílo

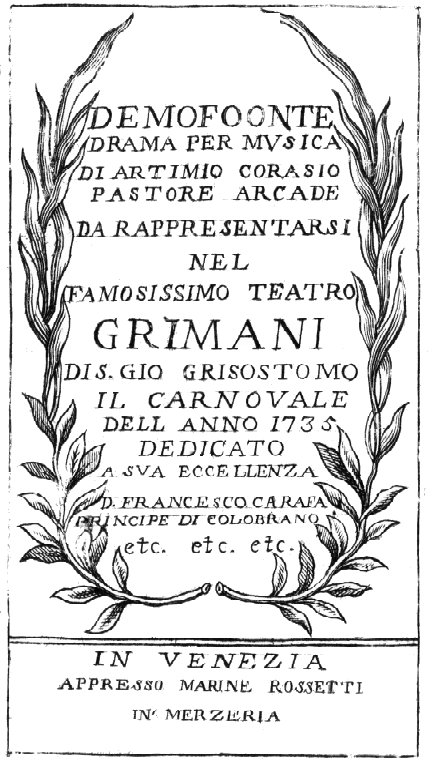
Titulní strana libreta opery Demofoonte.

### Opery
- La Rosinda (divertimento per musica, libreto Filippo Bombasari, 1726, Cento, Teatro Vicini)
- La Zanina finta contessa (divertimento per musica, 1728, Modena, Teatro Molza)
- Costantino (dramma per musica, libreto Apostolo Zeno a Pietro Pariati, 1731, Mantova, Teatro Arciducale)
- La fede ne' tradimenti (dramma per musica, libreto Girolamo Gigli, 1732, Bologna, Teatro Marsigli-Rossi)
- L'amor fra' nemici (dramma per musica, libreto Pietro Antonio Bernardoni, 1732, Bologna, Teatro Marsigli-Rossi)
- Stratonica (dramma per musica, libreto Antonio Salvi, 1732, Ravenna, Teatro Nuovo)
- Il Demetrio (dramma per musica, libreto Pietro Metastasio, 1732, Milán, Teatro Regio Ducale)
- Alessandro Severo (dramma per musica, libreto Apostolo Zeno, 1732, Alessandria, Teatro Guasco Solerio)
- Alessandro nell'Indie (dramma per musica, libreto Pietro Metastasio, 1734 Bologna, Teatro Formagliar)
- Demofoonte (dramma per musica, libreto Pietro Metastasio, 1735 Benátky, Teatro San Giovanni Grisostomo)
- Didone abbandonata (dramma per musica, libreto Pietro Metastasio, 1735 Bologna, Teatro Formagliari)
- Farnace (dramma per musica, libreto Antonio Maria Lucchini, 1736 Lisabon, Academia da Trindade)
- Eurene (dramma per musica, libreto Claudio Nicola Stampa, 1737 Lisabon, Academia da Trindade)
- L'Artaserse (dramma per musica, libreto Pietro Metastasio, 1737 Lisabon, Academia da Trindade)

### Oratoria
Libreta Pietro Metastasio
- La passione di Gesù Cristo
- Giuseppe riconosciuto
- Gioas re di Giuda
- Il sacrificio d’Isaac

### Jiné skladby
- 12 sonát pro housle a basso continuo(Bologna, 1724)
- 10 Trattenimenti musicali per camera pro housle a basso continuo (Bologna, 1724)
- 12 houslových koncertů (Amsterdam, 1737)
- Sinfonia pastorale per il santissimo natale di nostro Jesu
- Sinfonia à 4 in C major
- Sinfonia in G major